# (73755) 1994 CX
(73755) 1994 CX – planetoida z pasa głównego asteroid okrążająca Słońce w ciągu 3,45 lat w średniej odległości 2,28 j.a. Odkryta 7 lutego 1994 roku.